# Zarudeczko
Zarudeczko – wieś na Ukrainie w rejonie tarnopolskim należącym do obwodu tarnopolskiego.
Znajduje tu się przystanek kolejowy Zarudeczko, położony na linii Szepetówka – Tarnopol. 
W II Rzeczypospolitej wieś w powiecie zbaraskim województwa tarnopolskiego. Stanowiło praktyczną eksklawę woj. tarnopolskiego, otoczoną z trzech stron obszarem województwa wołyńskiego. Połączenie z woj. tarnopolskim biegło przez wąski przesmyk leśny (bez drogi dojazdowej), przez co dostęp do Zarudeczka wiódł drogą przez terytorium woj. wołyńskiego.
W sierpniu i wrześniu 1943 nacjonaliści ukraińscy z OUN-UPA zamordowali tutaj 20 Polaków.
Do 2020 w rejonie zbaraskim.